# Premier League 2003-04
La temporada 2003-04 de la Premier League (conocida como FA Barclaycard Premiership por motivos de patrocinio) fue la duodécima edición de la máxima categoría de fútbol en Inglaterra. El Arsenal se consagró campeón, obteniendo su decimotercer título de liga, con la particularidad de finalizar el campeonato sin perder ni un solo partido, siendo el segundo equipo en hacerlo, (el primero fue el Preston North End en la temporada 1888-89) y el primero en conseguirlo en una Liga de 38 partidos por temporada.

El equipo del Arsenal, conducido por el francés Arsène Wenger, recibió el apodo de «The Invincibles» (Los invencibles en español) debido a su racha de partidos invicto. Concluyeron el campeonato con una suma de 90 puntos, producto de 26 victorias y 12 empates, aventajando por once puntos al subcampeón, Chelsea.
Al ser campeón invicto, se le otorgó al Arsenal una versión especial de oro del trofeo de la Premier League para conmemorar su campaña.

## Equipos participantes

### Ascensos y descensos
| Pos | Descendidos de Premier League |
| --- | ----------------------------- |
| 18º | West Ham United               |
| 19º | West Bromwich Albion          |
| 20º | Sunderland                    |

| Pos   | Ascendidos de la First Division |
| ----- | ------------------------------- |
| 1º    | Portsmouth                      |
| 2º    | Leicester City                  |
| Prom. | Wolverhampton Wanderers         |

| Club                    | Entrenador        | Capitán          | Marca          | Patrocinador         |
| ----------------------- | ----------------- | ---------------- | -------------- | -------------------- |
| Arsenal                 | Arsène Wenger     | Patrick Vieira   | Nike           | Telefónica O2        |
| Aston Villa             | David O'Leary     | Olof Mellberg    | Diadora        | Rover                |
| Birmingham City         | Steve Bruce       | Kenny Cunningham | Le Coq Sportif | Flybe.com            |
| Blackburn Rovers        | Graeme Souness    | Garry Flitcroft  | Kappa          | HSA                  |
| Bolton Wanderers        | Sam Allardyce     | Jay-Jay Okocha   | Reebok         | Reebok               |
| Charlton Athletic       | Alan Curbishley   | Matt Holland     | Joma           | All:Sports           |
| Chelsea                 | Claudio Ranieri   | Marcel Desailly  | Umbro          | Fly Emirates         |
| Everton                 | David Moyes       | David Weir       | Puma           | Kejian               |
| Fulham                  | Chris Coleman     | Lee Clark        | Puma           | dabs.com             |
| Leeds United            | Eddie Gray        | Dominic Matteo   | Nike           | Whyte and Mackay     |
| Leicester City          | Micky Adams       | Matt Elliott     | Le Coq Sportif | Alliance & Leicester |
| Liverpool               | Gérard Houllier   | Steven Gerrard   | Reebok         | Carlsberg            |
| Manchester City         | Kevin Keegan      | Sylvain Distin   | Reebok         | First Advice         |
| Manchester United       | Sir Alex Ferguson | Roy Keane        | Nike           | Vodafone             |
| Middlesbrough           | Steve McClaren    | Gareth Southgate | Erreà          | Dial-a-Phone         |
| Newcastle United        | Sir Bobby Robson  | Alan Shearer     | Adidas         | Northern Rock        |
| Portsmouth              | Harry Redknapp    | Teddy Sheringham | Pompey Sport   | ty                   |
| Southampton             | Paul Sturrock     | Claus Lundekvam  | Saints         | Friends Provident    |
| Tottenham Hotspur       | David Pleat       | Jamie Redknapp   | Kappa          | Thomson Holidays     |
| Wolverhampton Wanderers | Dave Jones        | Paul Ince        | Admiral        | Doritos              |

## Clasificación general
| Pos. | Equipo                  | Pts. | PJ | G  | E  | P  | GF | GC | Dif. | Clasificación 2004-05                        |
| ---- | ----------------------- | ---- | -- | -- | -- | -- | -- | -- | ---- | -------------------------------------------- |
| 1    | Arsenal (C)             | 90   | 38 | 26 | 12 | 0  | 73 | 26 | +47  | Fase de grupos de la Liga de Campeones       |
| 2    | Chelsea                 | 79   | 38 | 24 | 7  | 7  | 67 | 30 | +37  | Fase de grupos de la Liga de Campeones       |
| 3    | Manchester United       | 75   | 38 | 23 | 6  | 9  | 64 | 35 | +29  | Tercera ronda previa de la Liga de Campeones |
| 4    | Liverpool               | 60   | 38 | 16 | 12 | 10 | 55 | 37 | +18  | Tercera ronda previa de la Liga de Campeones |
| 5    | Newcastle United        | 56   | 38 | 13 | 17 | 8  | 52 | 40 | +12  | Primera ronda de la Copa de la UEFA          |
| 6    | Aston Villa             | 56   | 38 | 15 | 11 | 12 | 48 | 44 | +4   |                                              |
| 7    | Charlton Athletic       | 53   | 38 | 14 | 11 | 13 | 51 | 51 | 0    |                                              |
| 8    | Bolton Wanderers        | 53   | 38 | 14 | 11 | 13 | 48 | 56 | −8   |                                              |
| 9    | Fulham                  | 52   | 38 | 14 | 10 | 14 | 52 | 46 | +6   |                                              |
| 10   | Birmingham City         | 50   | 38 | 12 | 14 | 12 | 43 | 48 | −5   |                                              |
| 11   | Middlesbrough           | 48   | 38 | 13 | 9  | 16 | 44 | 52 | −8   | Primera ronda de la Copa de la UEFA          |
| 12   | Southampton             | 47   | 38 | 12 | 11 | 15 | 44 | 45 | −1   |                                              |
| 13   | Portsmouth              | 45   | 38 | 12 | 9  | 17 | 47 | 54 | −7   |                                              |
| 14   | Tottenham Hotspur       | 45   | 38 | 13 | 6  | 19 | 47 | 57 | −10  |                                              |
| 15   | Blackburn Rovers        | 44   | 38 | 12 | 8  | 18 | 51 | 59 | −8   |                                              |
| 16   | Manchester City         | 41   | 38 | 9  | 14 | 15 | 55 | 54 | +1   |                                              |
| 17   | Everton                 | 39   | 38 | 9  | 12 | 17 | 45 | 57 | −12  |                                              |
| 18   | Leicester City          | 33   | 38 | 6  | 15 | 17 | 48 | 65 | −17  | Descenso de categoría                        |
| 19   | Leeds United            | 33   | 38 | 8  | 9  | 21 | 40 | 79 | −39  | Descenso de categoría                        |
| 20   | Wolverhampton Wanderers | 33   | 38 | 7  | 12 | 19 | 38 | 77 | −39  | Descenso de categoría                        |

 Fuente: [cita requerida]
Notas:
1. ↑  El Middlesbrough se clasifica a la Copa de la UEFA 2004-05 como campeón de la Copa de la Liga 2003-04.

| Bandera de Inglaterra      |
| Campeón Arsenal 13º título |

### Estadísticas de la liga
| asistencias totales:                 | 1555 |
| Promedio de asistencias por partido: | 4.66 |

### Máximos goleadores
| Jugador             | Equipo            | Goles | Partidos |
| ------------------- | ----------------- | ----- | -------- |
| Thierry Henry       | Arsenal           | 30    | 37       |
| Alan Shearer        | Newcastle         | 22    | 37       |
| Louis Saha          | Manchester United | 20    | 33       |
| Ruud van Nistelrooy | Manchester United | 20    | 32       |
| Mikael Forssell     | Birmingham City   | 17    | 31       |
| Juan Pablo Ángel    | Aston Villa       | 16    | 33       |
| Nicolas Anelka      | Manchester City   | 16    | 32       |
| Michael Owen        | Liverpool         | 16    | 29       |
| Yakubu Aiyegbeni    | Portsmouth FC     | 16    | 37       |
| James Beattie       | Southampton       | 14    | 37       |
| Robert Pires        | Arsenal           | 14    | 36       |